# سندراژیتسه
سندراژیتسه (به چکی: Sendražice) یک منطقهٔ مسکونی در جمهوری چک است که در ناحیه هرادتس کرالووه واقع شده‌است.